# Equipa da Superleague Fórmula Team Japan
A Team Japan é uma equipa da Superleague Fórmula que representa o Japão naquele campeonato. A equipa entrou no campeonato em 2011, ano no qual está a ser operada pela Atech Reid Grand Prix, tendo como piloto o britânico Duncan Tappy.

## Temporada de 2011
A Team Japan entrou no campeonato em 2011 sendo operada pela Atech Reid Grand Prix, com Duncan Tappy, de nacionalidade britânica, a ser o piloto.

## Registo

### 2011
(Legenda)
| Equipa de Automobilismo | Piloto          | 1   | 1   | 2   | 2   | 3   | 3   | 4          | 4          | 5   | 5   | 6   | 6   | 7   | 7   | 8                 | 8                 | Pontos | Class. |
| Equipa de Automobilismo | Piloto          | ASS | ASS | ZOL | ZOL | GOI | GOI | TBA Brasil | TBA Brasil | PEQ | PEQ | SHA | SHA | SEU | SEU | TBA Nova Zelândia | TBA Nova Zelândia | Pontos | Class. |
| ----------------------- | --------------- | --- | --- | --- | --- | --- | --- | ---------- | ---------- | --- | --- | --- | --- | --- | --- | ----------------- | ----------------- | ------ | ------ |
| Atech Reid Grand Prix   | Duncan Tappy    | 7   | 1   |     |     |     |     |            |            |     |     |     |     |     |     |                   |                   | 77*    | 2º*    |
| Atech Reid Grand Prix   | Robert Doornbos |     |     |     |     |     |     |            |            |     |     |     |     |     |     |                   |                   | 77*    | 2º*    |

Nota - *: Temporada em curso

### Resultados em Super-Final
| Ano  | 1     | 2   | 3   | 4          | 5   | 6   | 7   | 8                 |
| ---- | ----- | --- | --- | ---------- | --- | --- | --- | ----------------- |
| 2011 | ASS 6 | ZOL | GOI | TBA Brasil | PEQ | SHA | SEU | TBA Nova Zelândia |